# Эрлих, Алойзы
Алойзы Эрлих (пол. Alojzy Ehrlich, 1914 — 7 декабря 1992) — польский игрок в настольный теннис, еврей по национальности, призёр чемпионатов мира.

## Биография
Родился в 1914 году в Команьче (Австро-Венгрия). Выступал за львовский еврейский спортивный клуб «Хасмонея». В начале 1930-х переехал во Францию, но на международной арене продолжал выступать под польским флагом. На чемпионате мира 1935 года стал обладателем бронзовых медалей в одиночном разряде и в составе команды. В 1936 году завоевал серебряную медаль чемпионата мира в одиночном разряде, и стал обладателем бронзовой медали в составе команды. На чемпионатах мира 1937 и 1939 годов также завоёвывал серебряные медали в одиночном разряде.
После начала Второй мировой войны был схвачен немцами, четыре года провёл в концентрационном лагере Освенцим и несколько месяцев — в Дахау; лишь статус участника чемпионатов мира спас его от газовой камеры (немецкая пропаганда использовала находившихся в концентрационных лагерях известных спортсменов для утверждений о том, что с людьми там всё в порядке).
Так как после войны он не стал возвращаться в Польшу, а остался на западе, то для новых польских властей он стал персоной нон-грата. В 1952—1963 годах выступал за сборную Франции, и в 1957 году в её составе даже дошёл до четвертьфинала чемпионата мира. По окончании спортивной карьеры стал тренером.